# Dusona rugifrons
Dusona rugifrons là một loài tò vò trong họ Ichneumonidae.